# Anni 260
Gli anni 260 sono il decennio che comprende gli anni dal 260 al 269 inclusi.

## Personaggi
- Aurelio Teodoto
- Mussio Emiliano
- Memor